# Кустердінген
Кустердінген (нім. Kusterdingen) — громада в Німеччині, знаходиться в землі Баден-Вюртемберг. Підпорядковується адміністративному округу Тюбінген. Входить до складу району Тюбінген.
Площа — 24,24 км2. Населення становить 8726 ос. (станом на 31 грудня 2020).